# مارغريت بوتشنر
مارغريت بوتشنر (بالإنجليزية: Margaret Buechner)‏ هي ملحنة أمريكية، ولدت في 27 مايو 1922، وتوفيت في 8 يونيو 1998.